# HMS Rocket (H92)
Lo HMS Rocket (pennant number H92) fu un cacciatorpediniere della Royal Navy britannica, entrato in servizio nell'agosto 1943 come parte della classe R.
Attivo durante la seconda guerra mondiale, il cacciatorpediniere combatté alla battaglia delle Sept-Îles nella Manica per poi operare come unità di scorta nelle acque dell'oceano Atlantico e del mar Mediterraneo; trasferito in forza alla Eastern Fleet nel febbraio 1944, il Rocket operò nel teatro bellico dell'oceano Indiano fino alla conclusione delle ostilità.
Ricostruito tra il 1949 e il 1951 come fregata anti-sommergibili della classe Type 15, il Rocket operò come unità di scorta nelle acque di casa e nel Sud-est asiatico fino all'inizio del 1967, quando fu radiato dal servizio attivo; lo scafo fu venduto per la demolizione nel marzo dello stesso anno.

## Storia

### Servizio nella seconda guerra mondiale
Ordinata ai cantieri della Scotts Shipbuilding and Engineering Company di Greenock nel maggio 1940, la nave fu impostata il 14 marzo 1941 e quindi varata il 28 ottobre 1942 con il nome di Rocket ("razzo" in lingua inglese), sesta unità della Royal Navy a portare questo nome. Entrata in servizio il 4 agosto 1943, la nave fu assegnata in forza alla 11th Destroyer Flotilla della Home Fleet e svolse quindi attività di addestramento nella base di Scapa Flow; in settembre svolse missioni di scorta ai posamine britannici nella zona degli approcci occidentali alle isole britanniche, per poi essere spostata a Plymouth per operare contro le forze tedesche nel teatro del canale de La Manica (operazione Tunnel. Nella notte tra il 22 e il 23 ottobre 1943 il Rocket fu coinvolto negli eventi della battaglia delle Sept-Îles al largo delle coste settentrionali della Bretagna: nel tentativo di intercettare un violatore di blocco tedesco, una squadra della Royal Navy fu attaccata da torpediniere della Kriegsmarine subendo l'affondamento dell'incrociatore leggero HMS Charybdis e un cacciatorpediniere.
Il 12 novembre 1943 il Rocket, in coppia con il cacciatorpediniere HMS Ulster, scortò a Gibilterra l'incrociatore da battaglia HMS Renown, con quest'ultimo che trasportava a bordo il primo ministro Winston Churchill diretto alla conferenza del Cairo con gli altri leader degli Alleati. Rimasto a Gibilterra, il Rocket svolse quindi missioni di scorta al traffico alleato nell'oceano Atlantico orientale, e il 29 novembre affondò in coppia con il cacciatorpediniere HMS Tumult il sommergibile tedesco U-86 a est delle Azzorre; trasferito in forza alla 24th Destroyer Flotilla in dicembre, il cacciatorpediniere operò poi come unità di scorta sulla rotta tra Algeri e Malta. Riassegnato in forza alla Eastern Fleet, nel febbraio 1944 il Rocket raggiunse Trincomalee per operare con la 11th Destroyer Flotilla nel teatro bellico dell'oceano Indiano contro i giapponesi.
Tra il 22 e il 25 luglio il Rocket operò come unità di scorta a un gruppo da combattimento di navi da battaglia e portaerei inviato a bombardare la base giapponese di Sabang a Sumatra (operazione Crimson); il cacciatorpediniere partecipò quindi a una missione simile tra il 19 e il 26 agosto seguenti questa volta contro il porto di Padang sempre a Sumatra (operazione Banquet), seguita tra il 16 e il 18 settembre da un raid aeronavale contro Sigli nella regione di Aceh (operazione Light). Dopo aver svolto missioni di protezione al traffico mercantile, tra il 21 e il 24 febbraio 1945 il Rocket e altri due cacciatorpediniere bombardarono installazioni giapponesi sulle Isole Cocos; nel marzo seguente invece l'unità operò nelle acque delle isole Andamane, affondando tre piccoli mercantili giapponesi e bombardando installazioni nemiche a Port Blair il 3 marzo.
Tra il 1º e il 12 aprile il Rocket operò lungo la costa meridionale della Birmania affondando alcuni piccoli cargo costieri nipponici, per poi riprendere con le missioni di scorta al traffico mercantile a partire dalla base di Trincomalee. In luglio la nave fu assegnata alla flotta incaricata di condurre un'invasione anfibia della Malesia britannica (operazione Zipper), ma l'annuncio della resa del Giappone il 15 agosto portò alla cancellazione della missione e in settembre il Rocket partecipò alle operazioni di ripristino dell'autorità britannica in Malesia e a Singapore. Il cacciatorpediniere tornò nel Regno Unito nel novembre 1945, e fu posto in stato di riserva a Chatham.

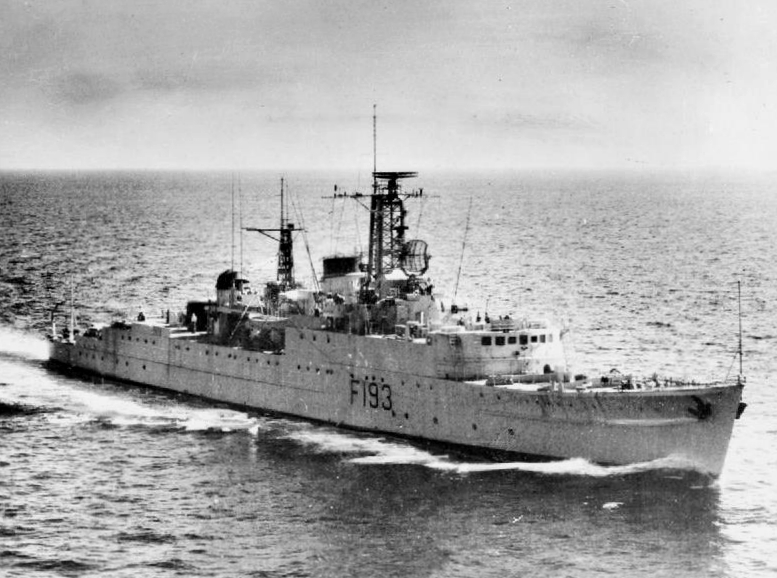
La nave dopo la ricostruzione come fregata del 1949-1951

### Il dopoguerra
Tra il 1946 e il 1948 il Rocket fu impiegato come nave bersaglio per le esercitazioni aeree a Rosyth, per poi essere posto nuovamente in riserva a Portsmouth; nel 1949 la nave fu inviata nella base HMNB Devonport per essere sottoposta a estesi lavori di ricostruzione e ammodernamento. Trasformato in una fregata anti-sommergibili della classe Type 15, il Rocket tornò in servizio attivo nel maggio 1951 in forza alla 3rd Frigate Flotilla di base a Londonderry, compiendo una crociera addestrativa nelle Indie occidentali e partecipando, nel giugno 1953, alla rivista navale in onore dell'incoronazione della regina Elisabetta II del Regno Unito.
La nave fu posta nuovamente in riserva nel 1954 a Rosyth, salvo essere riportata allo stato operativo nell'ottobre 1960 per servire con il 6th Frigate Squadron a Singapore. Rientrata nel Regno Unito nel maggio 1962, la nave fu nuovamente posta in riserva a Chatham per poi essere ufficialmente radiata nel 1967; venduto alla British Iron & Steel Corporation nel marzo dello stesso anno, lo scafo fu smantellato nei cantieri della Arnott Young a Dalmuir.